# 曾祥煌
曾祥煌（1914年—1981年），湖北潜江人。中国人民解放军将领、中国人民解放军开国少将。
1932年参加工农红军，1934年加入共产党，1949年中華人民共和國成立后历任旅大警备区副政委、57速成中学校长、雷达工程学院政委。1955年，授予中国人民解放军少将。